# 2-е Саратовское танковое училище
 2-е Саратовское танковое училище имени гененерал-лейтенанта танковых войск П.В. Волоха  — военное учебное заведение СССР, готовившее  лейтенантов-танкистов и воентехников 2-го ранга в 1938—1959 годах. Дислоцировалось в городе Саратов. 

## История
Решение о формировании училища было положено согласно директиве  Генерального штаба от 3 сентября  1938 года №4/5/36361.
Формирование училища происходило с 3 сентября по 1 октября 1938 г. на базе 1-г) Саратовского Краснознаменного БТУ  из командного состава Ленинградского танкотехнического училища, 1-го Саратовского и Орловского бронетанковых училищ. Переменный состав для обучения прибыл из этих же училищ: на первый курс – 522 курсанта из Саратова, на второй – 80 курсантов из Орла и Ленинграда. Формировали училище полковник И. А. Чернов и старший политрук М. М. Прокофьев.
Училище разместилось в здании по адресу: улица Максима Горького 12, ранее принадлежавшем Мариинской женской гимназии. Также для нужд училища было выделено здание бывшего епархиального училища .
Создание 2-го танкового училища в Саратове началось на пустыре северо-восточнее территории 1-го училища. На создание было направлено несколько сотен курсантов, а также кадры командно-технического и преподавательского состава 1-го училища.
Училище производило готовило командиров средних и  лёгких танков, политбойцов, специалистов по горюче - смазочным материалам . Курсанты обучались в двух батальонах .
Отдельно в составе училища работали курсы усовершенствования начальствующего состава тяжёлых машин. С декабря 1939 г. число курсантских батальонов было доведено до четырёх, при этом техников готовил только один из них. Учебная программа в училище была рассчитана на два года обучения. С мая 1941 г. при училище организованы курсы командиров танка Т-28.
К началу войны перепрофилировано на танкии КВ, для этого в училище были доставлены 10 танков данного типа.
К июню 1941 года общая численность курсантов увеличилась до 1600 человек.
С началом Великой Отечественной войны уже 26 июня в училище был сформирован отдельный  танковый батальон, в состав которого вошли: рота танков КВ, рота танков Т-34 и рота танков БТ. Батальон убыл на фронт, где влился в состав  13-й танковой дивизии 5-го мехкорпуса.
На 1 июля было сформировано ещё две сводные курсантские роты, также убывшие в действующую армию. Училище перешло на новые учебные программы и планы, срок обучения в училище был сокращён до 8 месяцев. В училище был введён новый распорядок дня, предусматривающий 12-часовой рабочий день.
Помимо обучения курсанты и преподаватели училища привлекались для строительства оборонительных рубежей вокруг Саратова, не севере и северо-западе от города: линии обороны по реке 2-я Гусёлка, по северным скатам горы Жарин бугор, в районе посёлка Разбойщина и на Кумысной поляне. Курсантам приходилось дежурить на Крекинг-заводе, у железнодорожного моста, курсанты с пулемётами выделялись в команды ПВО, на пароходы, следовавшие с грузами к Сталинграду.
25 августа 1943 года  Постановлением Совета Народных Комиссаров училищу присвоено имя генерал-лейтенанта танковых войск Петра Васильевича Волоха, погибшего 25 августа 1943 г. В конце 1943 года произошло ещё одно событие -  Указом Президиума Верховного Совета СССР от 21 декабря  1942 года и по  приказу НКО СССР №296 от 9 октября 1943 года училищу было вручено Боевое Знамя и грамота.
На основании директивы Генерального штаба ВС СССР в 1959 г. училище было расформировывано, значительная часть личного состава 2-го Саратовского танкового училища влилась в состав Саратовского Краснознаменного ордена Красной Звезды артиллерийско-технического училища.

## Начальники училища
- Чернов Иван Арсентьевич, подполковник, врио начальника с февраля 1938 - по июль 1938 г;
- Чернов Иван Арсентьевич, полковник, исполняющий дела начальника с августа 1938 - по декабрь 1939 г;
- Чернов Иван Арсентьевич, полковник, с декабря 1939 - по декабрь 1941 г;
- Кочин Иван Яковлевич, полковник, врио начальника в августе 1942;
- Тимофеев Сергей Михайлович, генерал-майор танковых войск, с 30 ноября 1942 - 14 мая 1948 года.
- ? —1959 год — Мельников Петр Андреевич, полковник

## Выпуски
Первый выпуск  командиров-танкистов численностью 80 человек произведен 6 сентября 1939 г. Выпуски в училище проводились практически ежемесячно, так в марте 1943 года был произведён очередной 17-й выпуск, в апреле – 18 и 19-й выпуски, а уже в мае – 20 выпуск командиров-танкистов.

## Известные выпускники
Всего за годы войны училище подготовило около 6 тысяч офицеров-танкистов. Среди выпускников училища  много награждённых орденами и медалями, около семидесяти человек стали Героями Советского Союза и двое стали полными кавалерами ордена Славы.
- Павел Данилович Гудзь -  доктор военных наук, профессор Военной академии бронетанковых войск, заслуженный деятель науки РСФСР, генерал-полковник.
- Павел Федорович Захарченко - Герой Советского Союза.
- Ефим Михайлович Солодов - Герой Советского Союза.
- Петр Васильевич Фещенко - Герой Советского Союза.
- Дмитрий Васильевич Тюркин - Герой Советского Союза.
- Александр Васильевич Ольшевский - Герой Советского Союза.
- Николай Григорьевич Безруков - Герой Советского Союза.
- Александр Максимович Тарасенко,  полный кавалер ордена Славы

### Комментарии
1. ↑  Вероятно находилось по адресу: г. Саратов, улица им. Н.Г. Чернышевского, д. 157
2. ↑  В состав батальона  вошли 7 из 10 имевшихся КВ и все 10 Т-34, полученных училищем меньше чем за месяц до этого